# 白葉りこ
白葉 りこ（しらは りこ）は、日本の元AV女優。シエロ所属

## 略歴・人物
2019年8月、エスワン専属女優としてAVデビュー。
2020年5月を最後にAV女優としての活動は停止している模様。

## 出演作品

### アダルトDVD
2019年
- 新人 NO.1STYLE 白葉りこ AVデビュー（8月7日、エスワン）
- 6つの初体験! めちゃイキ初絶頂! 性感開発3本番180分（9月7日、エスワン）
- 交わる体液、濃密セックス 完全ノーカットスペシャル（10月7日、エスワン）
- 激イキ124回!痙攣4560回!イキ潮8700cc! 19歳絶対的美少女 エロス覚醒 はじめての超・痙・攣スペシャル（11月7日、エスワン）
- 汁汗だくだく唾液涎ダラダラ 美少女の下品で濃厚なベロチュウ性交（12月7日、エスワン）

2020年
- 敏感スレンダー美少女のドキドキビックビク風俗フルコース 全5店舗真心込めておもてなし!（1月7日、エスワン）
- トリプルキャスト S1専属3大美人 共演3時間スペシャル（1月19日、エスワン）共演:吉高寧々、星宮一花
- 汚された優等生 自分のモノになるまで執着する鬼畜教師の輪姦計画（2月7日、エスワン）
- デカ尻りこの尻コス杭打ち騎乗位SEX 全編コスプレ!シチュエーションに合ったドハマり騎乗位!!（3月7日、エスワン）
- 見習い従順メイドをじっくりねっとりワシ好みに育てる数日間の調教日記（4月7日、エスワン）
- RQのお痴事　このお尻、この脚でお仕事いただいてます（5月7日、エスワン）

### VR
- 美人スレンダー姉妹が僕を奪い合う神展開!息のあった阿吽のコンビネーションプレイで暴発連発 前後左右から最高のシンクロちんシコサポートVR（2020年2月14日、エスワン）共演:橋本ありな